# Mérida, Španija
Mérida je glavno mesto avtonomne skupnosti Estremadura v zahodni osrednji Španiji. Mesto ima 58.164 prebivalcev (2012). Arheološka najdišča v Méridi so od leta 1993 na seznamu Unescove svetovne kulturne dediščine.
Ime Mérida izhaja iz arabskega izraza ماردة [Mārida], čeprav bi lahko izhajalo tudi iz imena rimskega mesta Emerita Augusta. 

## Podnebje
Mérida ima sredozemsko podnebje z atlantskimi vplivi. Zime so mile z najnižjimi temperarturami, ki redko padejo pod 0 °C. Poletja so vroča in maksimalne dnevne temperature presežejo  tudi 40 0 °C. 
Letna količina padavin je praviloma 450 do 500 mm. Največ padavin je novembra in decembra. Poletja so suha, zato so pogoste suše, ki se pojavljajo v ciklih od 2 do 5 let. 
Jeseni je podnebje bolj spremenljivo kot v drugih letnih obdobjih. Pogoste so nevihte, vendar je vreme večinoma suho.  
Relativna vlažnost zraka in hitrost vetra je majhna. V jesenskih in zimskih mesecih je pogosta megla. 

## Zgodovina
Mesto Colonia Iulia Emerita Augusta (slovensko Kolonija Avgustovih vojnih veteranov), kratko Augusta Emerita je leta 25 pr. n. št. ustanovil rimski cesar Avgust, da bi branilo prehode in most čez reko Guadiana. Postalo je upravno središče rimske province Luzitanije in eno od najpomembnejših mest v Rimskem cesarstvu. V mestu se je ohranilo več pomembnih rimskih spomenikov. 
Po propadu Zahodnega rimskega cesarstva v vizigotskem obdobju, je mesto ohranilo večino svojega nekdanjega sijaja, še posebej med vladavino škofov 6. stoletju, ko je bilo glavno mesto bizantinske province Hispanije. Leta 713 je Mérido osvojila arabska vojska pod poveljstvom Muse Ibn Nusairja. Postala je prestolnica pokrajine Mérida. Arabci so ohranili večino rimskih stavb in nekatere, na primer Alcazabo, celo razširili. 
Mérido je leta 1230 osvojil Alfonz IX. Leonski. Kasneje je postala sedež priorstva San Marcos de León meniškega reda sv. Jakoba. Obdobje okrevanja se je začelo v 15. stoletju po združitvi Aragonskega in Kastiljskega kraljestva in s podporo Alonsa de Cárdenasa, velikega mojstra reda sv. Jakoba. Leta 1720 je postala središče občine Mérida.
V 19. stoletju je bilo med Napoleonovo invazijo v Méridi porušenih veliko spomenikov, pokrajina Extremadura pa je bila povsem opustošena. Kasneje je postala pomembno železniško vozlišče in industrijsko središče.

## Glavne znamenitosti
- Rimski most (Puente Romano) čez reko Guadiana, ki ga še vedno uporabljajo pešci, je najdaljši obstoječi rimski most.[1] Ob njem je utrdba Alcazaba, ki jo je leta 835 zgradil  kordovski emir Abd Al Rahman II. na rimskem obzidju in rimsko-gotskih ostalinah v njegovi okolici. Na dvorišču Alcazabe so rimski mozaiki, pod njim pa vizigotska cisterna za vodo.
- Rimski forum z Dianinim templjem in rimskim provincijskim forumom in Trajanovim slavolokom.
- Ostanki Velikega cirkusa (Circus Maximus) iz 1. stoletja pr. n. št., ki eden od najbolje ohranjenih rimskih cirkusov.
- Akvadukt Acueducto de los Milagros.
- Patricijska vila Villa Mitreo, z dragocenimmi mozaičnimi tlaki.
- Jezova Proserpina in Cornalvo, rimska rezervoarja za vodo, ki sta še vedno v uporabi.
- Amfiteater in rimsko gledališče, kjer se dogajajo poletni festivali klasičnega gledališča.
- Arheološko najdišče Morerías.
- Nacionalni muzej rimske umetnosti (Museo Nacional de Arte Romano), ki ga je zasnoval Rafael Moneo.
- Cerkev Santa Eulalia iz 4. stoletja, obnovljena v 13. stoletju. V njenem portiku so vgrajeni deli antičnega Marsovega templja.

### Druge znamenitosti
- gotska cerkev Nuestra Señora de la Antigua iz 15.-16. stoletja
- stolnica Santa Maria Mayor iz 13.-14. stoletja
- renesančna mestna hiša (Ajuntamento)
- cerkev sv. Klare (Santa Clara) iz 17. stoletja

## Sklic
1. ↑  O’Connor (1993), str. 106–107.